# Campeonato Mundial de Taekwondo de 1987
O Campeonato Mundial de Taekwondo de 1987 foi a 8ª edição do evento, organizado pela Federação Mundial de Taekwondo (WTF) entre 7 de outubro a 11 de outubro de 1987. A competição foi realizada no Palácio dos Esportes, em Barcelona, Espanha. 

## Resultados
Os resultados foram os seguintes. 
Masculino
| Evento        | Ouro                               | Prata                       | Bronze                                  |
| Até 50 kg     | Coreia do Sul Lim Sung-wook        | México · Enrique Torroella  | Estados Unidos · Dae Sung Lee           |
| Até 50 kg     | Coreia do Sul Lim Sung-wook        | México · Enrique Torroella  | Nepal Bidhan Lama                       |
| Até 54 kg     | Coreia do Sul Kang Chang-mo        | Indonésia · Budi Setiawan   | Itália · Geremia Di Costanzo            |
| Até 54 kg     | Coreia do Sul Kang Chang-mo        | Indonésia · Budi Setiawan   | Costa do Marfim · Younousse Bathily     |
| Até 58 kg     | Coreia do Sul Yoo Myung-sik        | Turquia · Şakir Bezci       | Suíça · Nuno Dâmaso                     |
| Até 58 kg     | Coreia do Sul Yoo Myung-sik        | Turquia · Şakir Bezci       | Austrália · Alf Dell'orso               |
| Até 64 kg     | Taipé Chinesa · Lee Chian-hsiang   | Espanha · Luis Torner       | Turquia · Mustafa Elmalı                |
| Até 64 kg     | Taipé Chinesa · Lee Chian-hsiang   | Espanha · Luis Torner       | Estados Unidos · Chris Spence           |
| Até 70 kg     | Coreia do Sul Yang Dae-seung       | Espanha · Jesús Tortosa     | Estados Unidos · Steve Capener          |
| Até 70 kg     | Coreia do Sul Yang Dae-seung       | Espanha · Jesús Tortosa     | Alemanha Ocidental · Georg Streif       |
| Até 76 kg     | Coreia do Sul Jeong Kook-hyun      | Espanha · Juan Wright       | Alemanha Ocidental · Thorsten Gernhardt |
| Até 76 kg     | Coreia do Sul Jeong Kook-hyun      | Espanha · Juan Wright       | Estados Unidos · Jay Warwick            |
| Até 83 kg     | Coreia do Sul Lee Kye-haeng        | Espanha · Francisco Jiménez | Estados Unidos · Herbert Perez          |
| Até 83 kg     | Coreia do Sul Lee Kye-haeng        | Espanha · Francisco Jiménez | Jordânia · Ammar Fahed                  |
| Mais de 83 kg | Alemanha Ocidental · Michael Arndt | Estados Unidos · Jimmy Kim  | Espanha · Carmelo Medina                |
| Mais de 83 kg | Alemanha Ocidental · Michael Arndt | Estados Unidos · Jimmy Kim  | França · Mounir Boukrouh                |

Feminino
| Evento        | Ouro                           | Prata                           | Bronze                                |
| Até 43 kg     | Coreia do Sul Jang Eu-suk      | México · Mónica Torres          | Espanha · Rosa Moreno                 |
| Até 43 kg     | Coreia do Sul Jang Eu-suk      | México · Mónica Torres          | Taipé Chinesa · Chin Yu-fang          |
| Até 47 kg     | Taipé Chinesa · Pai Yun-yao    | Coreia do Sul Lee Young         | Estados Unidos · Ginean Hatter        |
| Até 47 kg     | Taipé Chinesa · Pai Yun-yao    | Coreia do Sul Lee Young         | Espanha · Antonia Cayetano            |
| Até 51 kg     | Turquia · Tennur Yerlisu       | Espanha · Josefina López        | México · Margarita Ogarrio            |
| Até 51 kg     | Turquia · Tennur Yerlisu       | Espanha · Josefina López        | Taipé Chinesa · Tung Ya-ling          |
| Até 55 kg     | Coreia do Sul Kim So-young     | Estados Unidos · Kim Dotson     | Turquia · Züleyha Tan                 |
| Até 55 kg     | Coreia do Sul Kim So-young     | Estados Unidos · Kim Dotson     | Dinamarca · Anne-Mette Christensen    |
| Até 60 kg     | Coreia do Sul Lee Eun-young    | Taipé Chinesa · Hsien Feng-lien | França · Brigitte Evanno              |
| Até 60 kg     | Coreia do Sul Lee Eun-young    | Taipé Chinesa · Hsien Feng-lien | Espanha · Elena Navaz                 |
| Até 65 kg     | Espanha · Coral Bistuer        | Coreia do Sul Kim Ji-sook       | Canadá · Tessa Gordon                 |
| Até 65 kg     | Espanha · Coral Bistuer        | Coreia do Sul Kim Ji-sook       | Taipé Chinesa · Tang Hui-ting         |
| Até 70 kg     | Países Baixos · Mandy de Jongh | Taipé Chinesa · Wang Chin-yu    | Estados Unidos · Sharon Jewell        |
| Até 70 kg     | Países Baixos · Mandy de Jongh | Taipé Chinesa · Wang Chin-yu    | Alemanha Ocidental · Angelika Biegger |
| Mais de 70 kg | Estados Unidos · Lynnette Love | Taipé Chinesa · Liu Yi-ling     | Coreia do Sul Jang Yoon-jung          |
| Mais de 70 kg | Estados Unidos · Lynnette Love | Taipé Chinesa · Liu Yi-ling     | Países Baixos · Anne-Mieke Buijs      |

## Quadro de medalhas
O quadro de medalhas foi publicado. 
| Ordem | País               | Medalha de ouro | Medalha de prata | Medalha de bronze | Total |
| ----- | ------------------ | --------------- | ---------------- | ----------------- | ----- |
| 1     | Coreia do Sul      | 9               | 2                | 1                 | 12    |
| 2     | Taipé Chinesa      | 2               | 3                | 3                 | 8     |
| 3     | Espanha            | 1               | 5                | 4                 | 10    |
| 4     | Estados Unidos     | 1               | 2                | 7                 | 10    |
| 5     | Turquia            | 1               | 1                | 2                 | 4     |
| 6     | Alemanha Ocidental | 1               | 0                | 3                 | 4     |
| 7     | Países Baixos      | 1               | 0                | 1                 | 2     |
| 8     | México             | 0               | 2                | 1                 | 3     |
| 9     | Indonésia          | 0               | 1                | 0                 | 1     |
| 10    | França             | 0               | 0                | 2                 | 2     |
| 11    | Austrália          | 0               | 0                | 1                 | 1     |
| 11    | Canadá             | 0               | 0                | 1                 | 1     |
| 11    | Costa do Marfim    | 0               | 0                | 1                 | 1     |
| 11    | Dinamarca          | 0               | 0                | 1                 | 1     |
| 11    | Itália             | 0               | 0                | 1                 | 1     |
| 11    | Jordânia           | 0               | 0                | 1                 | 1     |
| 11    | Nepal              | 0               | 0                | 1                 | 1     |
| 11    | Suíça              | 0               | 0                | 1                 | 1     |
| Total | Total              | 16              | 16               | 32                | 64    |